# Alfred Schaffer
Pour l’article homonyme, voir Alfréd Schaffer.
Alfred Schaffer, né le 16 septembre 1973 à Leidschendam (Pays-Bas), est un poète, universitaire et traducteur néerlandais.

## Éléments biographiques
Après des études de lettres (littérature néerlandaise), de cinéma et de théâtre à l'université de Leyde de 1992 à 1996, Alfred Schaffer part pour l'Afrique du Sud. Il collabore à divers journaux (Die Burger, Beeld) ainsi qu'à la revue littéraire en ligne Litnet. Il obtient en 2002 un doctorat à l'université du Cap, où il enseigne ensuite la littérature néerlandaise contemporaine. Après son retour aux Pays-Bas, en 2005, il travaille pour la maison d'édition De Bezige Bij à Amsterdam. À nouveau établi en Afrique du Sud, il enseigne actuellement le néerlandais à l'université de Stellenbosch.

## Œuvre
Alfred Schaffer publie ses premiers poèmes dans des revues sud-africaines (Die Penseel, Die Vlugskrif) et néerlandaises (Vrijstaat Austerlitz, Bunker Hill). En 1999, le poète Ruben van Gogh reprend plusieurs de ses poèmes dans son anthologie Sprong naar de sterren - De laatste generatie dichters van de twintigste eeuw.

### Poésie
- 2000 : Zijn opkomst in de voorstad (Son ascension dans la banlieue), uitgeverij Thomas Rap[1], Amsterdam
- 2002 : Dwaalgasten (Rares oiseaux errants), uitgeverij Thomas Rap, Amsterdam
- 2003 : Definities en hallucinaties (Définitions et hallucinations), Perdu uitgeverij[2], Amsterdam
- 2004 : Geen hand voor ogen, De Bezige Bij (en), Amsterdam
- 2005 : De muziek die ons toekomt
- 2006 : Schuim, De Bezige Bij, Amsterdam
- 2008 : Kooi, De Bezige Bij, Amsterdam
- 2013 : Mens Dier Ding, inspiré par la vie du roi zoulou Chaka[3], De Bezige Bij, Amsterdam (traduit en français, en afrikaans et en anglais)
- 2016 : Postuum. Een lofzang, Slibreeks, Flessingue
- 2020 : wie was ik - strafregels, De Bezige Bij, Amsterdam
- 2020: Kleine gezichten-De gemeenschap, jaargang 13

En collaboration avec Antjie Krog, Alfred Schaffer a publié en 2005 Stemme 3, une anthologie de la poésie afrikaans contemporaine.
Alfred Schaffer est aussi l'auteur de My radarhart laat niks ontglip, une anthologie de poèmes d'Elisabeth Eybers parue aux éditions Van Oorschot à Amsterdam, aux Pays-Bas, en 2013.
En 2019, il publie un essai intitulé Op de rug gezien au Poëziecentrum de Gand.

### Traductions
Alfred Schaffer traduit en néerlandais des poètes sud-africains d'expression afrikaans.
Il a traduit pour les éditions Podium quatre recueils de Ronelda Kamfer, publiés en édition bilingue:
- Nu de slapende honden (titre original afrikaans: Noudat die slapende honde), Podium, Amsterdam 2010
- Santekraam (titre original afrikaans: grond/Santekraam), Podium, Amsterdam 2012
- Mammie[5] (titre original afrikaans: Hammie), Podium, Amsterdam 2017
- Chinatown, (titre original: Chinatown), Podium, Amsterdam 2021[6],[7].

et participé à la traduction de deux recueils d'Antjie Krog :
- Mede-Wete/Medeweten, édition bilingue afrikaans-néerlandais, en collaboration avec Robert Dorsman et Jan van der Haar, Podium, Amsterdam 2015[8]
- Waar ik jou word, anthologie en édition bilingue afrikaans-néerlandais, en collaboration avec Robert Dorsman et Jan van der Haar, Podium, Amsterdam 2017[9]

Il a également signé la traduction en néerlandais de poèmes de Floris Brown (nl).

## Prix et distinctions
En 2001 et en 2003, son recueil Dwaalgasten est sélectionné successivement pour deux prix littéraires: le prix C. Buddingh et le prix VSB. En 2005, Geen hand voor ogen  est sélectionné pour le prix VSB et, en 2006, pour le prix de poésie Guido-Gezelle, décerné par la Ville de Bruges. Enfin, en 2007, Schuim fait partie de la dernière sélection pour le prix Paul-Snoek (Belgique).
- 2002 : prix Jo-Peters (Pays-Bas) pour Zijn opkomst in de voorstad
- 2007 : prix Hughes-Pernath (Belgique) pour Schuim
- 2009 : prix Jan-Campert (Pays-Bas) pour Kooi
- 2010 : prix Ida-Gerhardt (Pays-Bas) pour Kooi
- 2015 : prix Awater[10] (Pays-Bas) pour Mens Dier Ding
- 2016 : prix Paul-Snoek (Belgique) pour Mens Dier Ding[11]
- 2017 : prix Charlotte-Köhler[12] (Pays-Bas) pour Mens Dier Ding
- 2021 : prix P.C. Hooft (décerné en 2020)
- 2021 : prix Herman de Coninck (Belgique) pour wie was ik

## Alfred Schaffer en traduction
Des poèmes d'Alfred Schaffer, extraits pour l'essentiel de son recueil  Geen hand voor ogen, ont été publiés en afrikaans, en allemand, en anglais, en français, en indonésien, en macédonien, en suédois et en turc. L'on trouvera ci-dessous quelques références:

### afrikaans
Quelques poèmes sont traduits en afrikaans et publiés dès 2009 par le poète sud-africain Charl-Pierre Naudé dans la revue de poésie en ligne Versindaba.
En 2013, une anthologie paraît chez Protea, à Pretoria:
- Kom in, dit vries daar buite, choix de poèmes traduits du néerlandais par Daniel Hugo, Protea Boekehuis, Pretoria 2013, 108 pages,  (ISBN 9781869199128)[15]
- Le recueil Mens Dier Ding (Homme Bête Chose) est paru aux éditions Human & Rousseau, au Cap, en novembre 2018, sous le titre Mens Dier Ding, dans une traduction de Zandra Bezuidenhout[16].

### allemand
En 2008, une dizaine de poèmes d'Alfred Schaffer traduits par Steffen Popp, Ard Posthuma et Gregor Seferens sont publiés dans la revue de poésie en ligne du Literaturwerkstatt Berlin, lyrikline.

### anglais
- Man Animal Thing (titre original: Mens Dier Ding), traduit du néerlandais par Michele Hutchinson, Eyewear Publishing, Londres 2021

En outre, quelque vingt poèmes, traduits du néerlandais par Michele Hutchison, sont accessibles sur le site de Poetry International

### français
En français, ont paru des poèmes extraits de Zijn opkomst in de voorstad, Geen hand voor ogen et Schuim, traduits par :
- Daniel Cunin (Septentrion no 1/2005)
- Pierre Gallissaires (de) et Jan H. Mysjkin (Europe no 909-910/2005)
- Hans Hoebeke (Septentrion no 4/2008)
- Pierre-Marie Finkelstein dans l'anthologie Poésie néerlandaise contemporaine (édition bilingue), Le Castor Astral, 2019

Son recueil Mens Dier Ding, couronné par trois importants prix de poésie aux Pays-Bas et en Belgique, paraît en mai 2018 aux Éditions Caractères sous le titre Homme Bête Chose, dans une traduction de Pierre-Marie Finkelstein. À cette occasion, Alfred Schaffer est invité au Marché de la Poésie à Paris.

### suédois
Des poèmes d'Afred Schaffer, traduits en suédois à l'occasion de l'édition 2003 du Festival de poésie de Stockholm, sont parus dans la revue Horisont (,).
En 2015, un choix de poèmes extraits de Schuim et traduits par Per Holmer (sv) a été publié dans le numéro 19 de la revue littéraire 10tal (sv) sous le titre Hur staten tryggas.